# Zainab bint Ali

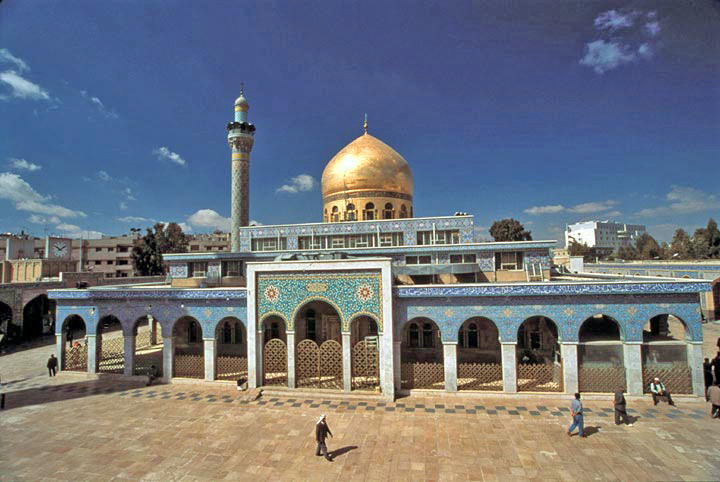
Damen Zainabs moské i Damaskus.

Zainab bint Ali (arabiska: زينب بنت علي), dotter till Ali ibn Abi Talib, var Fatimas och Alis tredje barn. Zainab, Husayn ibn Alis syster, närvarade under massakern i Karbala och hade även en viktig roll efter händelsen då hon var fånge. Lik brorsonen Ali Zayn al-Abidin (den fjärde shiaimamen) försvarade hon sin broders (Husayn) sanningsenlighet. Efter att Husayn hade mördats spelade hon en viktig roll i att skydda livet på sin brorson Ali Zayn al-Abidin, och på grund av sina hjältedåd har hon blivit känd som "Karbalas hjältinna". Hon anses vara en helig kvinna bland shiamuslimer. Zainabs helgedom ligger i Damaskus, Syrien.